# كارين دير كالوستيان
كارين دير كالوستيان (31 ديسمبر 1969-) إعلامية لبنانية.

## حياتها
ولدت في بيروت، هي من أصل أرمني درست العلاقات العامة بجامعة College of the Canyons في لوس أنجلوس، كاليفورنيا، حازت شهادة البكالوريوس في الشؤون الدولية والخدمات الدبلوماسية والقنصلية من الجامعة اللبنانية الأمريكية في جبيل بلبنان، بعد التخرج عملت في وزارة الاقتصاد والتجارة، وفي السفارة البلجيكية بلبنان.

## مشوارها المهني
عام 1996 إنضمت إلى المؤسسة اللبنانية للإرسال كمذيعة ربط فقرات بعدها قدمت برامج متنوعة من برامج المسابقات والمنوعات إضافة للحفلات والسهرات على شاشتها
سافرت للعمل في الكويت وخلال إقامتها في الكويت قدمت البرنامج الترفيهي «دانا شو» في التلفزيون الكويتي.
ثم انضمت إلى «شبكة أوربت شوتايم» لتقدم البرنامج "Auto Club" الذي يعرض أحدث ما تم التوصل إليه في عالم السيارات،
كما شاركت في تقديم عدد من المعارض والحفلات في الكويت، تم اختيار «كارين» للانضمام إلى فريق التقديم لبرنامج المسابقات الرياضي "Wipeout" على شاشة إم بي سي، بمرافقة المشتركين في فعاليات المسابقة التي صورت في موقع التحدي في الأرجنتين.

## البرامج التي قدمتها
| البرنامج                             | عرض على           |
| ------------------------------------ | ----------------- |
| مين قدك مع الممثل فادي شربل          | ال بي سي          |
| حلها وإحتلها مع طوني بارود           | ال بي سي          |
| الوادي                               | ال بي سي          |
| دانا شو                              | تلفزيون الكويت    |
| Auto club                            | شبكة أوربت شوتايم |
| وايب أوت                             | إم بي سي 1        |
| لاقونا عالساحة مع الممثل يوسف حداد   | أو تي في          |
| معرض عروس الخليج الكويت مع ميشال قزي | تلفزيون الكويت    |